# Mi-24 (航空機)
Mi-24/Ми-24
コンゴ民主共和国空軍のMi-24
- 用途：攻撃ヘリコプター
- 設計者：ミハイル・ミーリ[1]
- 製造者： ミル
- 運用者：運用国を参照
- 初飛行：1969年9月16日[1]
- 生産数：3,000機以上[1]
- 運用開始：1970年
- 運用状況：現役

Mi-24（ミル24；ロシア語：Ми-24ミー・ドヴァーッツァチ・チトゥィーリェ）は、ソ連のミル設計局で開発された攻撃ヘリコプターである。北大西洋条約機構（NATO）の命名したNATOコードネームは「ハインド（Hind、雌アカシカの意）」。

## 概要

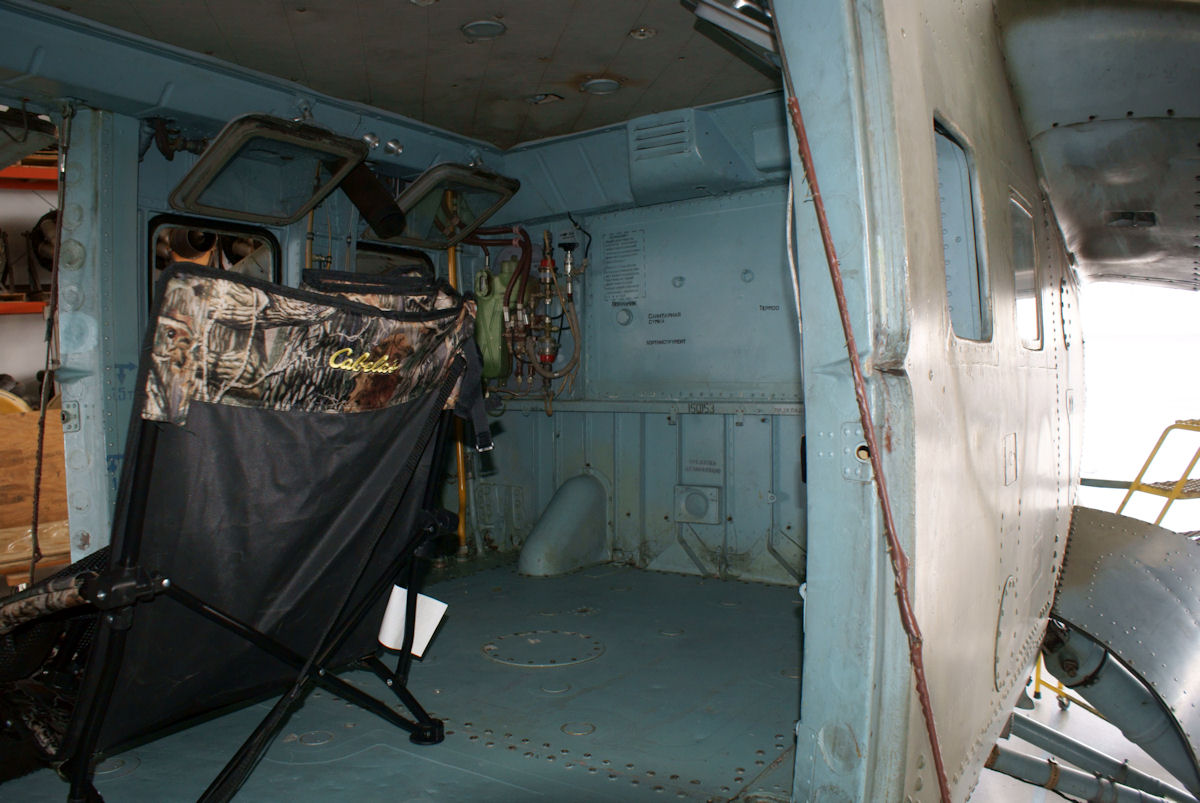
窓を開けた状態のMi-24の兵員室

1978年以来、ソビエト連邦国内で約2,000機が製造され、30ヶ国以上に約600機が輸出された。ソ連のパイロット達の愛称は「Крокодилクラカヂール」（クロコダイルのロシア語読み）であった。
Mi-25は、Mi-24Dの輸出向けダウングレード型であり、Mi-35は同様にMi-24Vをダウングレードした機体であるが、Mi-35Pなどダウングレード型ではない発展型もある。

Mi-24は、汎用ヘリコプターであるMi-8を原型として開発された、ソ連初の攻撃ヘリコプターである。この種の「攻撃ヘリコプター」としては異例の大型機であるが、これは強力な武装で地上を制圧しつつ搭乗させた歩兵部隊を展開してヘリボーン任務を行うことを想定して開発されたためで、歩兵戦闘車のヘリコプター版ともいえるコンセプトである。しかし、戦闘と輸送という二つの役割を一機に担わせる設計は、結果的に悪い折衷になってしまったことから、後発のMi-28やKa-50/Ka-52は、より対地攻撃に特化したものとなった。

## 開発

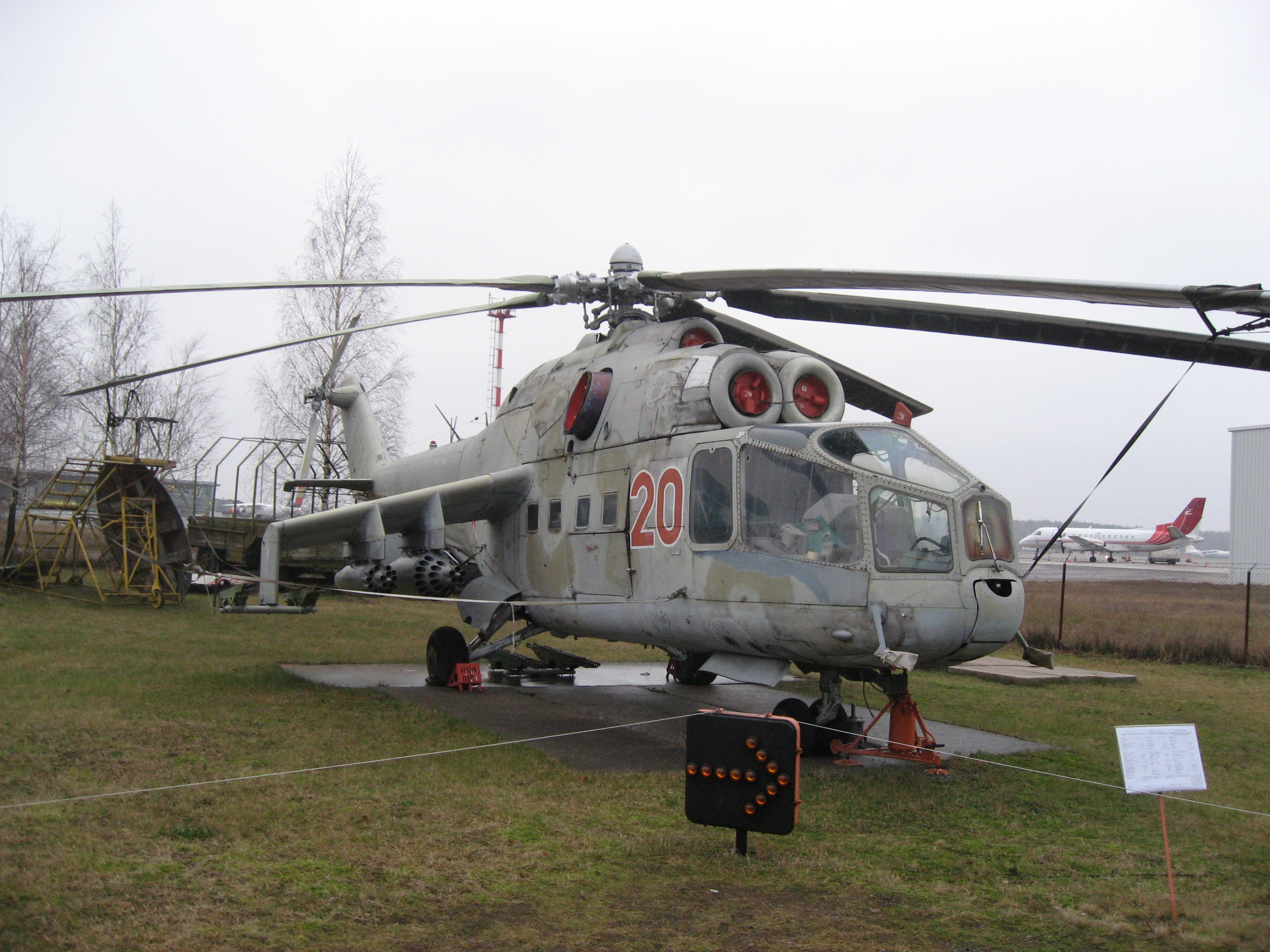
リガで展示されるMi-24A

Mi-24の設計は、アメリカ軍のAH-1 コブラなどを比較対象としながら、1968年に始められた。なお、Mi-24はミル設計局創設者のミハイル・ミーリが自ら設計に関わった最後の機体である。
最初の量産型であるMi-24Aは、1970年に評価版として納入されたが、旋回が遅い、照準器のトラブルが多発する、並列配置の座席のため視界が悪いなど多くの問題を抱えていた。また、3人乗りのコックピットはガラス張りの部分が大きかったため防御力に不安があった。機体前部の設計が大幅に見直されて縦列複座となり、その他の問題が解決されたのがMi-24D、エンジンの変更などで決定版となったのがMi-24Vである。武装強化型のMi-24Pでは旋回式の12.7mm 4銃身ガトリング機銃の代わりに固定式の30mmガスト式機関砲が装備された。
1995年に導入された最新型のMi-24VMは、軽量のファイバー製メインローターとテイルローターにより、全体的なパフォーマンスが向上し、夜間作戦用などのアビオニクスも一新された。耐用年数やメンテナンス性も向上しており、2015年までの運用が予定されている。

## 機体

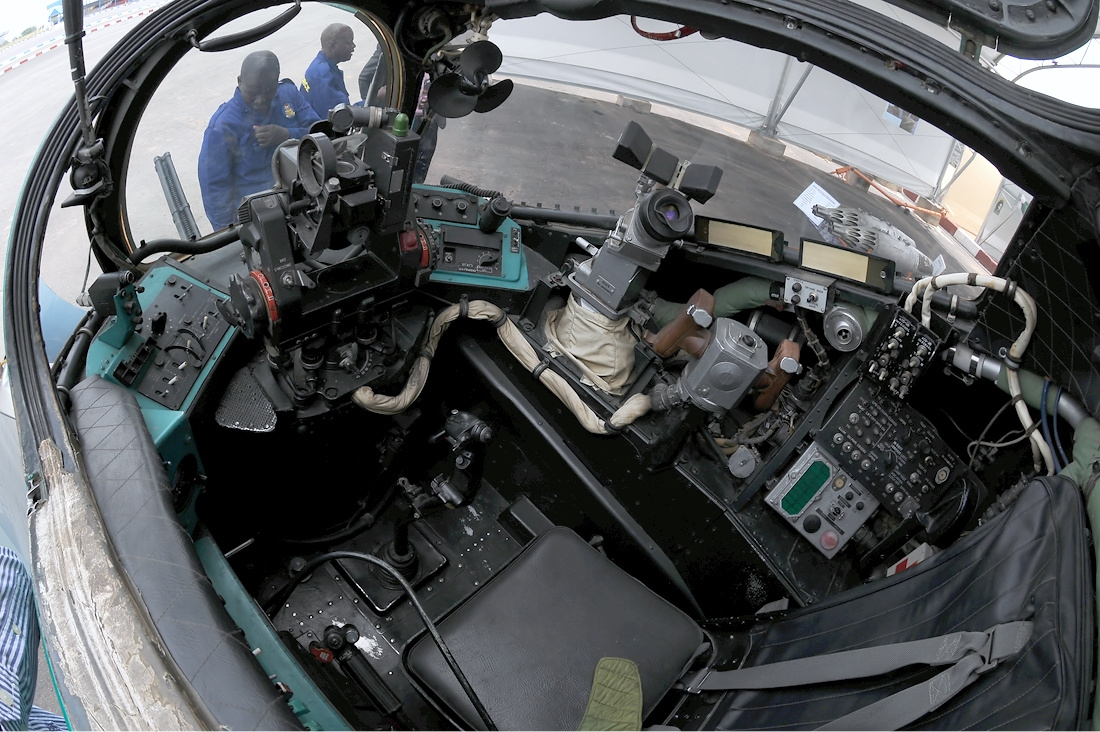
ナイジェリア空軍のMi-24Vの前席コックピット。後席と同様に操縦桿がある。座席の正面にあるのは機関砲・ロケット弾用の光学照準器で、座席右側前方のスコープは9K114シュトゥルム対戦車ミサイル・コンプレックス用の照準器。中央上に扇風機がある。

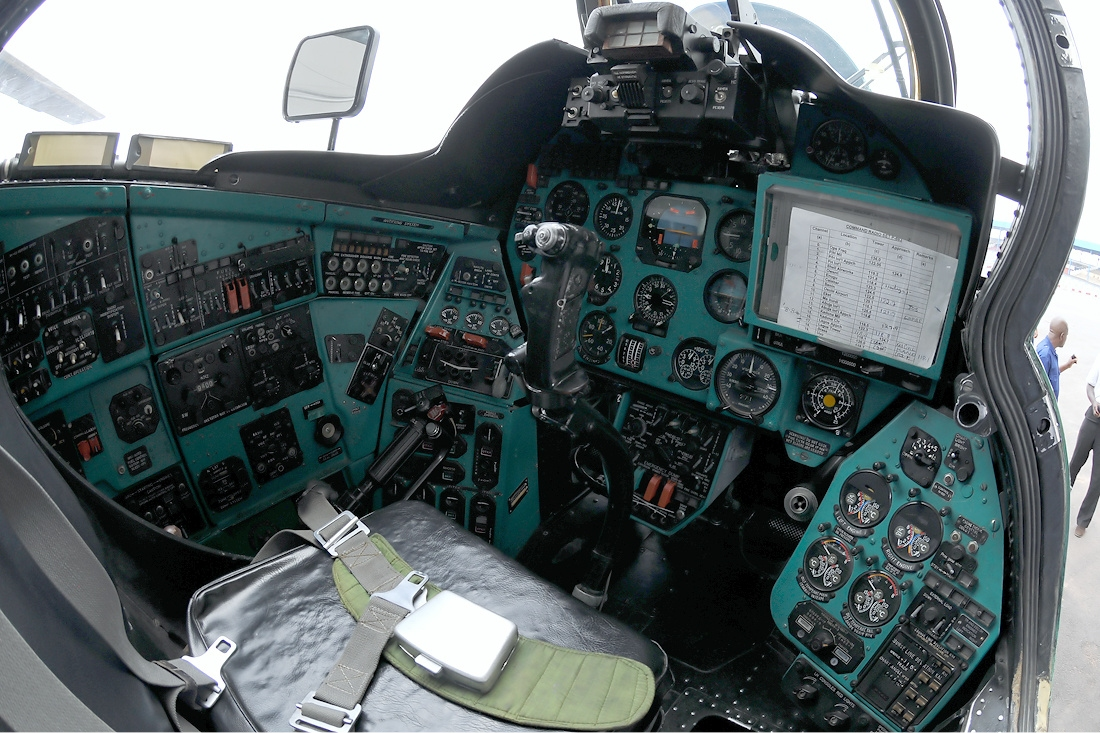
ナイジェリア空軍のMi-24Vの後席コックピット

Mi-24は前述のようにMi-8を原型として開発された機体で、機体上部に搭載された2基のターボシャフトエンジンが、直径17.3m、5枚羽のメインローターと3枚羽のテイルローターを駆動させる。テイルローターは、Mi-24Aの後期型からは取り付け向きがMi-17同様逆になっている。また飛行時の横流れ傾向を補正するため、メインローターは胴体ごと右に2.5度傾けている。この為正面からだとスタブウィングを含めアンバランスに見える。
既知の問題としては、Mi-24Aは1969年のテストフライトで、機体を傾けた急な旋回中に揚力を失って大きく横揺れすることが判明したが、その後の改良を経てもこれは完全には解決していない。もう一つの欠点として、激しい機動を行った際に、高荷重によりメインローターが機体の尾部を打つ可能性があった。また、最大限に積載した場合、垂直に上昇することができず、転移揚力を利用した短距離の滑走をしながら離陸しなければならない。
機体の中腹にあるスタブウィングは、19度の後退翼で12度の下反角がかかっており、時速270km以上での飛行の際は20%の揚力を産む。スタブウイングには兵器の搭載装置がそれぞれ3基ずつあり、物資を吊り下げることもできる。
大型で大重量の機体は、純粋な戦闘任務に用いるには持久性と機動性を削ぐことになる。兵員室を配置する都合上機体上部に並列に配置されたエンジンは、一発の被弾で両方のエンジンが破壊される可能性を高め、生存性に大きな問題を残すこととなった。防御能力に不安のあったMi-24Aの反省から、Mi-24D以降の型は装甲化された機体構造となっており、チタニウム製のローターは、12.7mm弾の直撃にも耐えることができる。
Mi-24D以降の機体は、縦列複座のタンデム形状のコックピットと、その上部にある横に2つ並んだ空気取り入れ口（エアインテーク）が特徴的である。コックピットの配置は、前席が射手兼副操縦士、後席が操縦士で、前席にも操縦装置や無線機があるが、操縦桿やペダルは折り畳み可能で兵器操作に専念することができる。ガラスは前席の前方のみ防弾ガラスで、ほかは有機ガラスである。空調装置は無いが、前席には扇風機がある。
前述のように中央部に兵員室があり、フライトエンジニア1名と完全武装した兵員8名を搭乗させることができるほか、最大で1.5tの物資を搭載可能である。兵員室の扉は上下に分割されており、上半分にある窓を開けて射撃が可能なほか、下半分は乗り降りの際のステップを兼ねる。また、高高度飛行とNBC（核、生物、化学）戦に備えて、コックピットと兵員室は与圧されている。
着陸脚は、引き込み可能な3輪式だが、改良型のMi-35では重量軽減と強化のために固定脚のタイプもある。

## 派生型

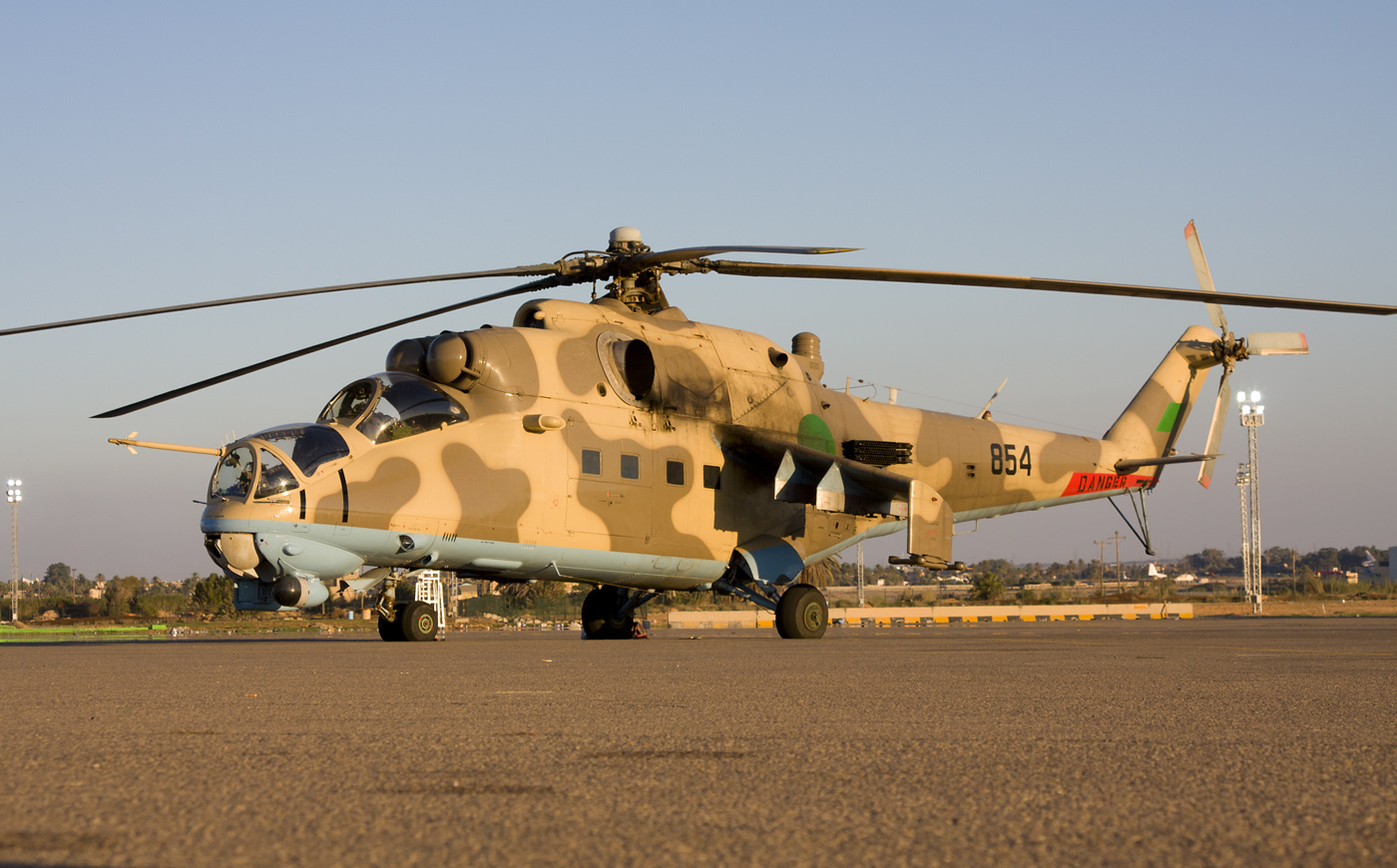
リビア空軍所属Mi-35

### Mi-24A系列

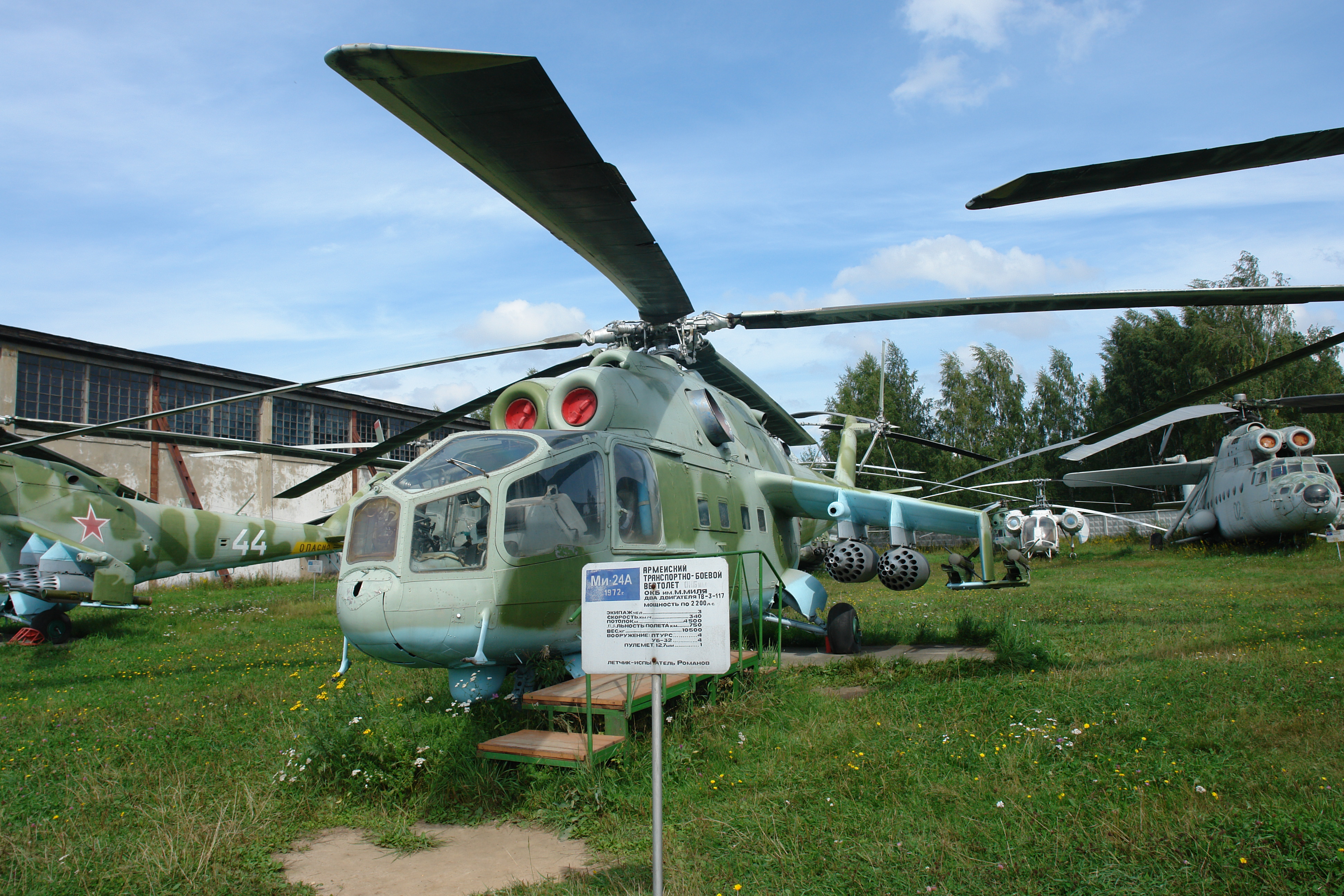
ソ連空軍所属Mi-24A

Mi-24（Ми-24）
初期型。A-12.7機銃を搭載している。
Mi-24A（Ми-24А）
初期改良型。1969年に初飛行。テイルローターの取り付け向きにより、前期型と後期型に分けられる。多くの機体がソ連空軍で運用されたが、のちにその一部はベトナム、エチオピア、リビア、アフガニスタン、アルジェリアなどに輸出された。ベトナムでは近年まで稼働中の写真が流布しており、恐らくは現在でも運用中であると見られている。NATOコードでは「ハインドA」と呼ばれた。
Mi-24B（Ми-24Б）
Mi-24Aの派生型。A-12.7機銃にかえ、4銃身のYakB-12.7をUSPU-24ターレットに搭載。試験用に開発された。
Mi-24U（Ми-24У）
Mi-24Aの練習機型。前部座席にも操縦装置を追加している。A-12.7機銃は搭載しない。少数のみの生産であった。
A-10（А-10）
Mi-24Aの派生機で、記録飛行用に開発された。
Mi-24VMT（Ми-24БМТ）
Mi-24Aから改修した機雷掃海型。

### Mi-24D/V系列
Mi-24D（Ми-24Д）
中期改良型。1972年に初飛行。タンデム式に変更された操縦席など、大規模な機体構造の変更がなされ、初期型の欠点を改善した。固定武装は、Mi-24Bに引き続きYakB-12.7がUSPU-24ターレットに搭載された。しかしながら、動力などの根本的な改善はされなかったため、より全面的な改修型であるMi-24Vまでの繋ぎとして扱われた。生産数は多く、各国へ輸出もなされた。また、Mi-24Vの戦力化後は練習機としても使用され、Mi-24DUに改修されたものもあった。NATOコードでは「ハインドD」と呼ばれた。
Mi-25（Ми-25）
Mi-24Dの輸出型。1972年に初飛行。Mi-24Vが開発されたことから相対的に旧型となったMi-24Dが輸出可能となったため、輸出専用機として開発された。
Mi-24DU（Ми-24ДУ）
Mi-24Dの練習機型。前部後部座席ともに操縦機能を有している。

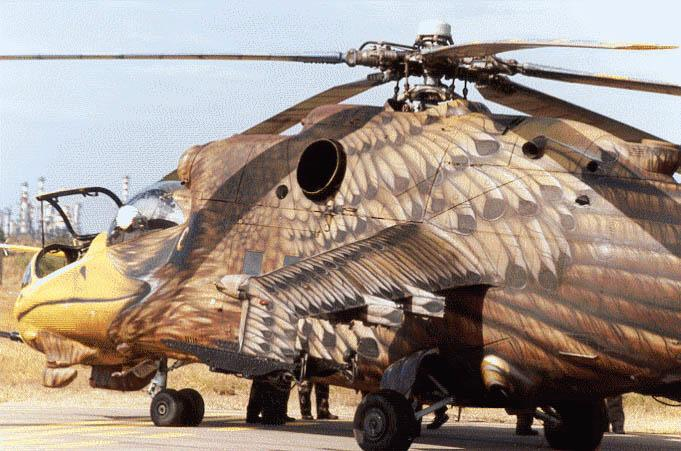
Mi-24D ハンガリー空軍のスペシャルマーキング機
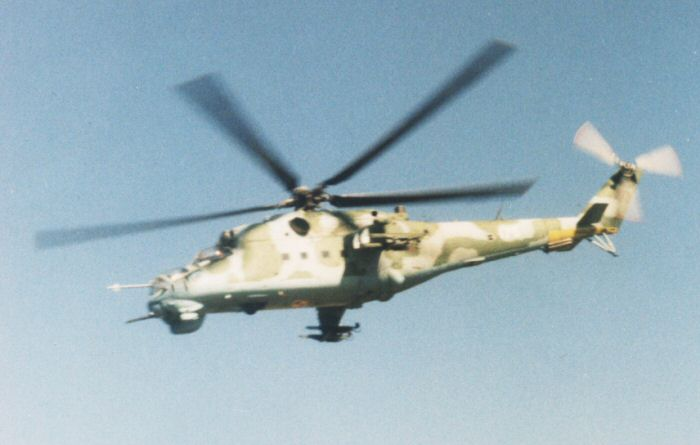
Mi-24D ポーランド空軍機

Mi-24V（Ми-24В）
エンジンを換装し、システムも更新した後期改良型。ただし、初期型はMi-24Dとほぼ同等の機体である。1972年に初飛行。新型の対戦車ミサイル9M114 シュトゥールム-Vを運用する。なお、ポーランドではポーランド語の言語上の理由からMi-24Wと表記される。NATOコードでは「ハインドE」と呼ばれた。
Mi-35（Ми-35）
Mi-24Vの輸出型。1976年に初飛行。
Mi-35U
Mi-35を複操縦化した機体でインドなどで運用されているが、Mi-35Uという名称は正式なものではないと見られている。
Mi-24K（Ми-24К）
Mi-24Vの陸軍直協観測機型。ソ連軍のみで使用。現在は、ロシア、ウクライナ、ベラルーシで運用されている。
Mi-24VK-2（Ми-24ВК-2）
Mi-24Vの発展型。輸出名称Mi-35VN（Ми-35ВН）。

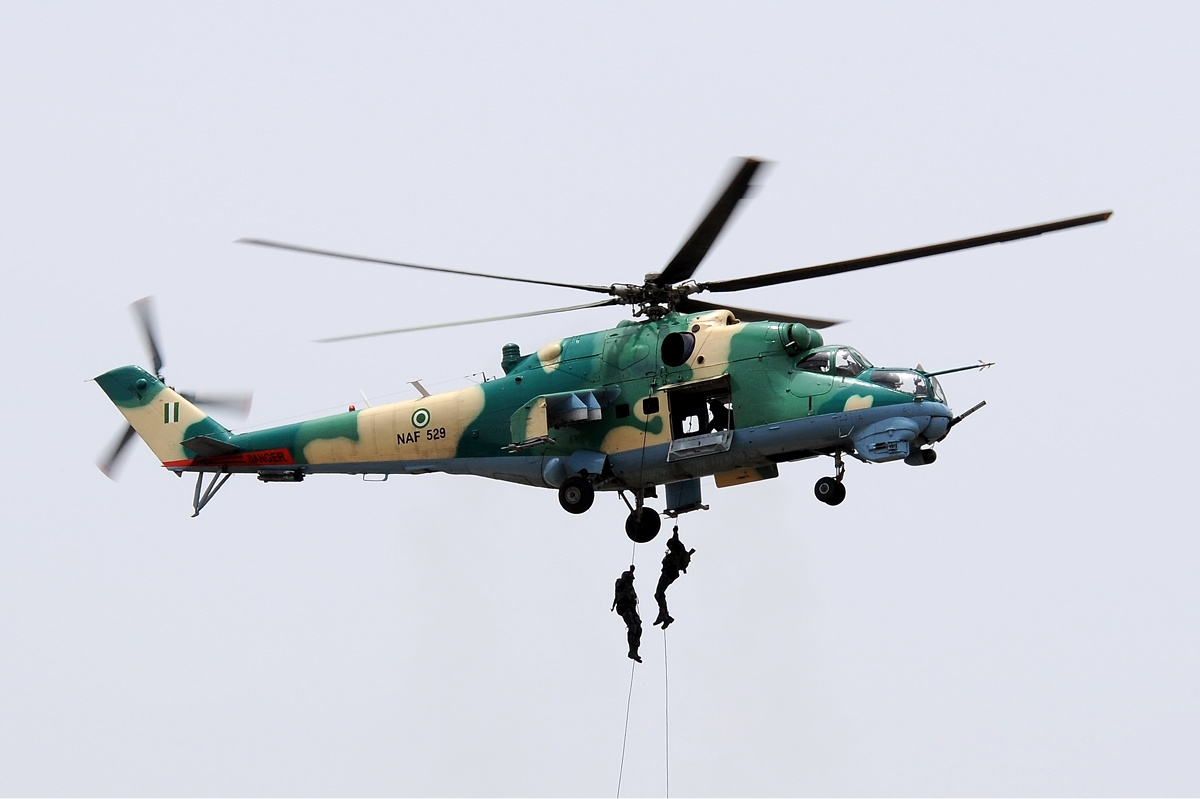
Mi-35(ナイジェリア空軍)
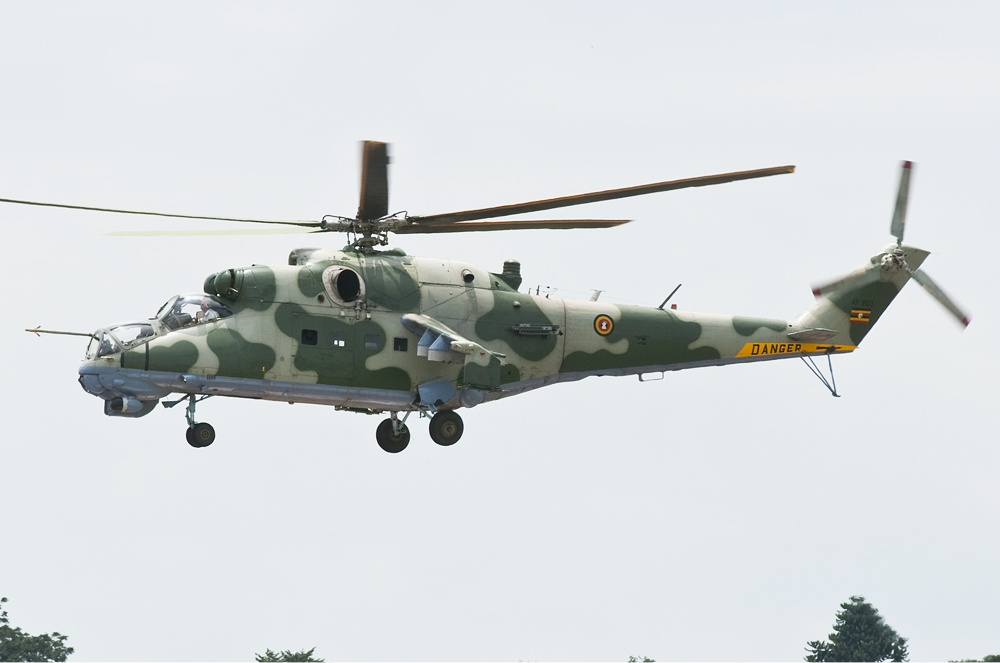
Mi-35(ウガンダ空軍)

Mi-24KhR（Ми-24ХР）
Mi-24DおよびMi-24Vの機体から製作された化学・放射能偵察型（電波化学偵察型：Вертолетрадиохимической разведки）。1978年に初飛行。ソ連軍のみで使用。現在は、ロシア、ウクライナなどで運用されている。Mi-24R（Ми-24Р）、Mi-24RKh（Ми-24РХ、ドイツ語方式ではMi-24RCh）、Mi-24RR（Ми-24РР）とも呼ばれる。NATOコードでは「ハインドG1」と呼ばれた。
Mi-24RKhR（Ми-24РХР）
Mi-24DおよびMi-24Vの機体から製作された化学・放射能偵察型（電波化学偵察型）。ソ連空軍のみで運用。チェルノブイリ原子力発電所事故でも現場へ投入された。Mi-24R（Ми-24Р）とも呼ばれる。冷戦後は機体を継承したロシアやウクライナによって国連平和維持活動などにも提供されている。

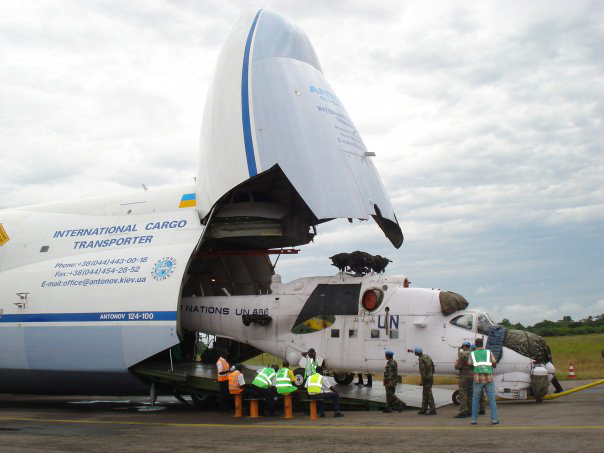
国連平和維持活動に提供されたMi-24RKhR

### Mi-24P系列
Mi-24P（Ми-24П）
30mmガスト式機関砲GSh-30K搭載型。従来の12.7mm機銃では火力に不安があったため開発された。1974年に初飛行。NATOコードでは「ハインドF」と呼ばれた。
Mi-24PK-2（Ми-24ПК-2）
Mi-24Pの発展型。輸出名称Mi-35PN（Ми-35ПН）。
Mi-24PN（Ми-24ПН）
Mi-24Pの夜間攻撃能力など改良型。銃手席前の機首部分に、ザレヴォ暗視装置を装備しているのが特徴。1999年に初飛行。
Mi-24PU1（Мі-24ПУ1）
ウクライナのコノトプ航空機修理工場が、既存のMi-24Pを改修した機体。対戦車ミサイルはウクライナが独自に開発したバリエールVを装備する。
Mi-24PS（Ми-24ПС）
警察向けに開発された機体。機関砲のかわりに大型の投光器を搭載するなどしている。1997年に初飛行。
Mi-35P（Ми-35П）
固定脚にして軽量化を図り、固定武装に30mm連装機関砲を搭載した最新型。2020年に量産が始まり、キプロスで運用された後セルビアに売却され同国で運用されている。なお、通常のMi-24Dの輸出型にもMi-35Pという名称が用いられている。Mi-35Mと同じく、X字型テイルローターやフェネストロンを採用した機体も僅かに存在する。

### Mi-24VP系列

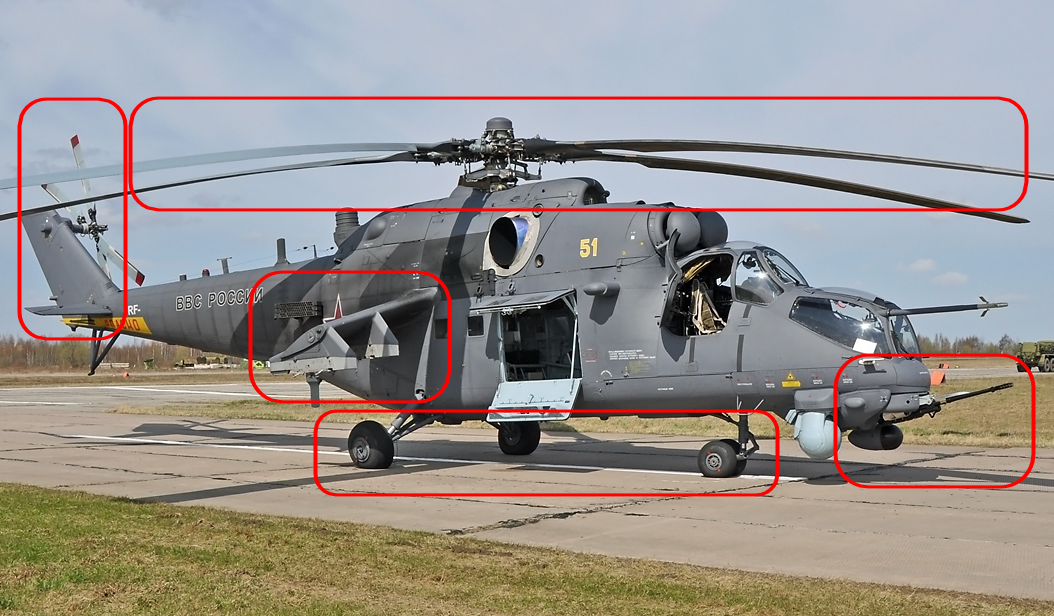
ロシア空軍のMi-35M。
脚が固定式に変更されているほか、テイルローターがX字型に変更されている。またスタブウイングのハードポイントも片側2か所に削減されている。

Mi-24VP（Ми-24ВП）
YaKB-12.7機銃に換え、新型のNPPU-23ターレットに23mmガスト式機関砲GSh-23-2を搭載した。Mi-24D/Vの12.7mm機銃では攻撃力や射程距離が不足、Mi-24Pの30mm機関砲では弾数が不足かつ反動・重量過多であったため、そうした問題を解決するため従来戦闘機用の航空機関砲として広く使用されてきたGSh-23-2を搭載する派生型が開発された。1986年に初飛行、1989年より量産に入ったが、新型機銃の不良と冷戦の終結もあり少数生産に終わった。ロシア空軍とウクライナ陸軍航空隊で運用されている。
Mi-24VM（Ми-24ВМ）
23mmガスト式機関砲GSh-23Lを搭載したMi-24VPの改良型。新型の対戦車ミサイル9M120 アターカ-Vを運用する。1999年に初飛行。
Mi-35M（Ми-35М）
固定脚にして軽量化を図った機体で、夜間攻撃能力などが改良されている。1998年に初飛行。機関砲はNPPU-24ターレットに23mmのGSh-23L連装機関砲を装備するというMi-24VPに準じたもの。X字型テイルローターやフェネストロンを採用した機体も僅かに存在する。

### 旧ソ連構成国以外での改良型

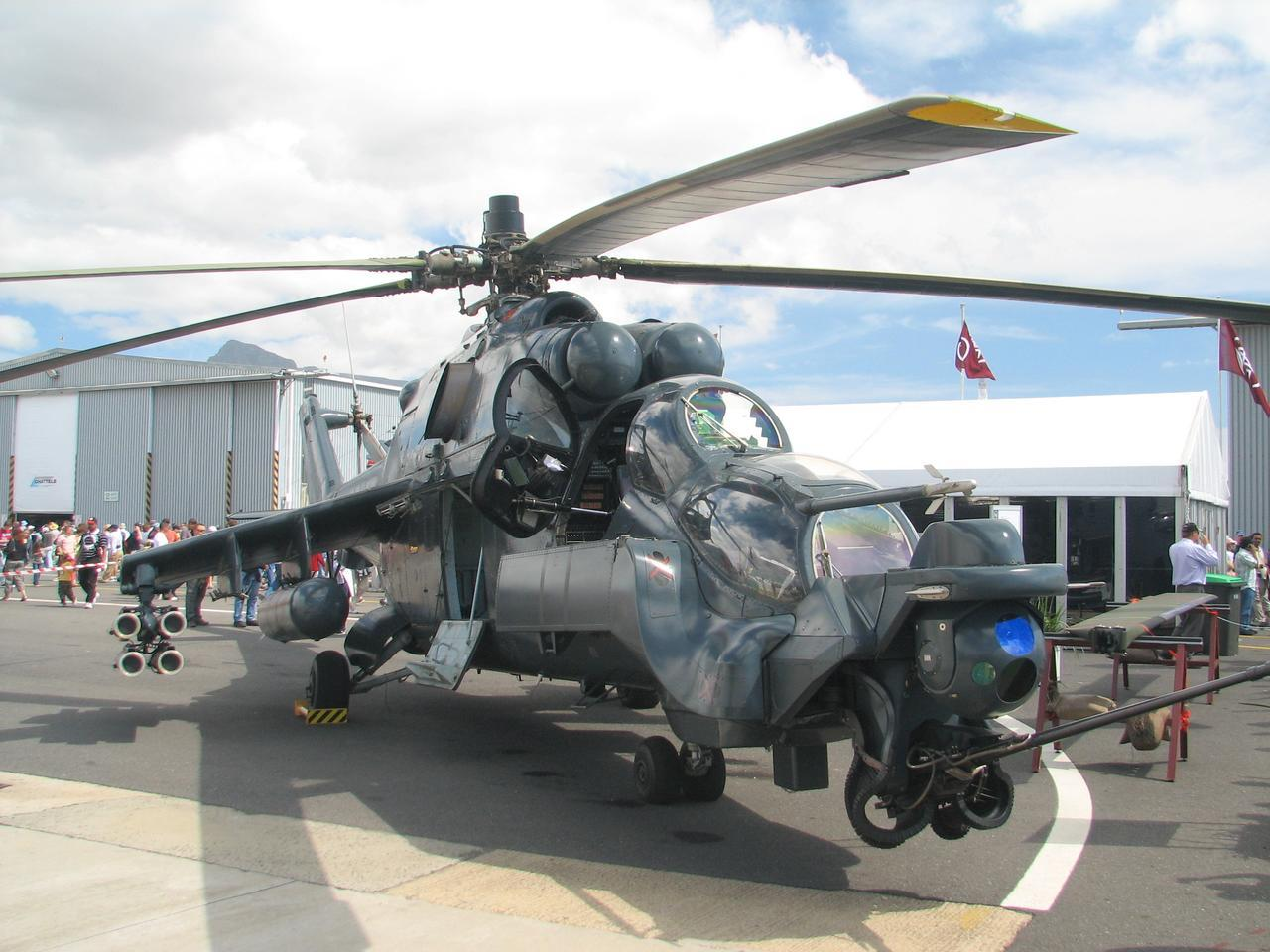
Mi-24/35 Mk.III スーパーハインド

Mi-24 スーパーハインドMk.Ⅱ
南アフリカで運用されていたMi-24を改修する際に作られた試作機。原型機はMi-24R。
Mi-24スーパーハインドMk.III
武器、航空電子工学および対抗手段を含む元のMi-24の広範な運用アップグレード。
Mi-24スーパーハインドMk.IV
アップグレードされたMkⅢ。エンジンの吸気口にポールボルテックスエンジン空気粒子分離システムを備えた型式。アルジェリア空軍で使用されている。やや反り上がった機首にデネルGI-2単砲身20mm機関砲を装備しており装弾数は840発。Mk.IIIより改修の規模が限定されている。Mi-24 Mk.III Mi-24 Mk.III
Mi-24スーパーハインドMk.V
完全に再設計された前部胴体とコックピットを備えたスーパーハインドの最新バージョンだがモックアップのみで終わった。
Mi-24-2000
イスラエルで開発された改修型。
※この他、「Mi-24E」という名称が文献上で用いられていることがあるが、これは誤認情報である。このような名称の機体はソ連では開発されておらず、NATOコードネームの「ハインドE」と混同して考え出された名称であると考えられる。同様のものとして「Mi-24F」という名称も見られるが、こちらは「Mi-24E」ほど「普及」してはいない。また、文脈上同様の間違いと考えられるものとして「Mi-24D」という名称もあるが、これは偶然にもソ連側のMi-24Dという名称とNATOコードネーム「ハインドD」が一致していたため、他のものほど問題とはならない。このため、かえって「Mi-24E」、「Mi-24F」などという名称の「普及」を助長してしまったものとも考えられる。

## 運用
Mi-24は、その任務として、近接航空支援から対戦車戦闘、兵員や物資の輸送まで幅広くこなすことができる。
実戦での運用の結果、低空を飛行することが多いことから攻撃を受けやすいことへの対策として、作戦時には2機1組もしくはグループで行動し、多方向から同時に攻撃するという戦術が用いられるようになった。

### オガデン紛争
1977年-78年にかけてのオガデン紛争の際、Mi-24はエチオピア空軍によって初めて運用され、ソ連から運ばれる軍事装備の大規模な空輸を行った。

### ベトナム・カンボジア戦争
1979年にベトナム空軍がポル・ポト政権下のカンボジア空軍に侵攻した際にMi-24を使用し、ガンシップとしてクメール・ルージュの基地や前哨地を攻撃した。

### ソ連のアフガニスタン侵攻
1979年-88年にかけてのアフガニスタン侵攻の際、ソ空軍がMi-24を大量に投入して主にムジャーヒディーンに対する爆撃を行い、「ハインド」は一躍有名になった。アメリカ合衆国はこの戦争でムジャーヒディーン側に赤外線誘導式のFIM-92 スティンガーを供給し、多数のMi-24がスティンガーによって撃墜されている。しかし、スティンガーのない戦場では猛威を奮った。

### イラン・イラク戦争
1980年-88年にかけてのイラン・イラク戦争のラマダン作戦などでイラク軍はMi-25を投入した。この戦争では、イランのAH-1Jとの間で史上初の攻撃ヘリ同士の空中戦が生じており、戦争全期間を通じてのハインド対AH-1Jの空中戦では、10機のAH-1Jを撃墜した一方、6機のハインドがAH-1Jに撃墜されている。またイギリスのメディアが伝えるところでは、イラン空軍のF-4ファントムがMi-24の発射したファランガ対戦車ミサイルで撃墜されていると言う。

### ペルー内戦
1980年代に始まったペルー内戦では、センデロ・ルミノソやトゥパク・アマル革命運動などの反政府ゲリラ掃討のため、ペルーのアラン・ガルシア政権がMi-24を導入し南米初のMi-24配備国となった。

### ペルー・エクアドル国境紛争
1995年1月27日にペルーとエクアドルの間に発生した国境紛争では、ペルー空軍のMi-24が投入された。唯一のガンシップとして戦果を挙げたものの、2月7日に1機のMi-24が9K38 イグラで撃墜され搭乗していた3人が戦死した。

### 第二次コンゴ内戦（2003年-）
国際連合平和維持活動に参加していたインド空軍がMi-24/35を使用。

### イラク戦争（2003年-）
ポーランド軍が2004年12月、6機のMi-24Dを戦場に投入。2006年7月18日に1機がアル ディワニャ（Al Diwaniyah）の空軍基地で墜落した。Mi-24Dは戦争後本国に戻さず再建されたイラク軍に引き渡されたり、状態の悪い機体については処分された。

### ソマリア内戦（2006年-）
エチオピア空軍の3機のMi-35と10機のMi-24Dが敵対勢力との対戦に使用された。その内1機が2007年3月30日にアデン・アッデ国際空港近くで撃墜された。

### マケドニア紛争（2001年）
当初、航空戦力を持たなかったマケドニア空軍（現・マケドニア陸軍航空団）が、ウクライナからSu-25と共に中古機8機を緊急輸入（旧ソ連出身のパイロットが操縦）。対地攻撃に投入し、成果を上げたとされる。

### 南オセチア紛争（2008年）
ロシア空軍が使用した。

### シエラレオネ内戦
シエラレオネ陸軍及び民間軍事会社「エグゼクティブ・アウトカムズ」が使用。
内戦終結後はシエラレオネ側に引き渡され、同軍航空部隊（空軍は存在しない）に在籍している。

### ミャンマー内戦
ミャンマー空軍がMi-35Pを、少数民族の反乱が続くカレン州やカチン州に出動させており、COIN機とともにロケット弾や固定機銃による対地攻撃に従事している。

### シリア内戦（2015年）
シリア内戦でロシア空軍が軍事介入の際に使用した。

### ドンバス戦争（2014年～）
ドンバス戦争において、ウクライナ陸軍航空隊がウクライナ東部の親ロシア派分離主義武装勢力（ノヴォロシア人民共和国連邦）の鎮圧に投入している。

### 2022年ロシアのウクライナ侵攻
2022年ロシアのウクライナ侵攻において、ロシア航空宇宙軍とウクライナ陸軍航空隊の双方が運用。ロシア航空宇宙軍は新型のMi-35MやMi-28、Ka-52なども投入していると推測される。

## 運用国

青が現役、赤が退役

アフガニスタン
アフガニスタン空軍。1975年に115機を導入。2001年の米軍侵攻後、新たにMi-35を6機を採用。現在は11機保有。
 アゼルバイジャン
アゼルバイジャン空軍 - 2024年時点で、23機のMi-24、24機のMi-35Mを保有。首都バクー郊外のサンガチャリ基地に配備しているとされる。
 アルジェリア
アルジェリア空軍
 アンゴラ
アンゴラ人民空軍
 アルメニア
アルメニア空軍 - 2024年時点で、7機のMi-24P、2機のMi-24K、2機のMi-24Rを保有。首都エレバンのスヴァルトノッツ空港に併設された基地に配備しているとされるが、詳細は不明。
 ベラルーシ
ベラルーシ空軍 - 2023年時点で、12機のMi-24を保有。2002年に、Mi-24を含むヘリコプター部隊を陸軍から空軍に移管している。
 ブルガリア
ブルガリア空軍 - 1979-1986年に44機を投入した。2024年時点で、6機のMi-24Vを保有、6機のMi-24Dを保管中。
 チャド
 キプロス
キプロス国家守備隊が保有。2001年-2005年の間にMi-35Pを12機納入。2006年の事故で1機を失う。2023年時点で11機を保有。
 キューバ
キューバ空軍が25機導入した。現在の保有数はMi-24DおよびMi-24Vを20機。
 ジブチ
ジブチ空軍 - 2024年時点で、2機のMi-35を保管中。
 赤道ギニア
 エリトリア
 エチオピア
エチオピア空軍
 ジョージア
グルジア空軍、Mi-24VおよびMi-24Pを40機（V：21+P：19）、Mi-35を1機保有。
 ギニア
 ギニアビサウ
 ハンガリー
ハンガリー軍、49機。その内20機は東ドイツ空軍から購入
 インド
インド空軍 - 2024年時点で、17機のMi-25/35を保有。
 インドネシア
Mi-35Pを2004年に2機、2006年に5機注文、更に2007年にMi-35を3機発注。
 イラン
 イラク
イラク空軍
 カザフスタン
カザフスタン防空軍 - 2023年時点で、20機のMi-24V、12機のMi-35Mを保有。
 カーボベルデ
 キルギス
キルギス空軍 - 2023年時点で、2機のMi-24を保有。首都ビシュケク近郊のルーゴバヤ基地に配備しているとされる。また、キルギス空軍はCIS諸国のハインド乗員の養成訓練も請け負っている。
 トルコ
 リビア
リビア空軍
 モンゴル
モンゴル空軍が1984年に30機を注文したが、1986年から1987年に25機しか引き渡されなかった。
 ナイジェリア
 モザンビーク
 ミャンマー
空軍が使用。2019年12月15日にメイクティラ空軍基地で開催されたミャンマー空軍創設72周年式典で、Mi-35P 2機の就役式が行われた。
 ナミビア
ナミビア空軍
 ナイジェリア
 北朝鮮
空軍が使用。
 北マケドニア
2024年時点で、北マケドニア航空団が2機のMi-24Vを保有し、ほかに2機のMi-24Kと6機のMi-24Vを保管中。
 ペルー
当初はペルー空軍に24機、ペルー陸軍に12機を配備する予定だったが、第一次ガルシア政権の経済混乱に伴い陸軍向け12機は断念され、1987年までに空軍に24機が配備された。その後、2012年にMi-25Pを2機追加購入したほか、ニカラグアのサンディニスタ空軍から余剰となった7機を購入したが、戦闘での消耗や部品取りで減少し、2020年段階でペルー空軍がMi-25DおよびMi-35Pを14機運用。
 ポーランド
共産主義時代にポーランド陸軍と空軍が運用していた。民主化後に陸軍がMi-24DおよびWを運用。
 ロシア
360機。
- ロシア空軍
- ロシア陸軍
- ロシア海軍航空隊

 ルワンダ
 セネガル
 セルビア
セルビア空軍がMi-24Vsを2機保有。
コソボ紛争で特殊部隊の輸送及び近接航空支援に使用。
 スリランカ
スリランカ空軍、13機。Mi-24D/V/PとMi-35を含む。
 スーダン
 シリア
シリア空軍
 タジキスタン
タジキスタン空軍及び防空軍 - 2023年時点で、4機のMi-24を保有。
 トルクメニスタン
- トルクメニスタン空軍 - 2024年時点で、10機のMi-24Pを保有[26]。

 ウガンダ
 ウクライナ
- ウクライナ空軍
- ウクライナ陸軍

 アメリカ合衆国
アメリカ陸軍
研究・仮想敵訓練用。
一部の機体は輸送任務用として実戦に投入されているといわれる。
 ウズベキスタン
- ウズベキスタン空軍および防空軍 - 2023年時点で、29機[27]のMi-24P[28]/Mi-35[29]、18機のMi-35Mを保有[27]。2001年に、フランスのSAGEM社に対してMi-35 12機の近代化改修が発注された[29]。

 ベネズエラ
Mi-35M2。
 イエメン
 ジンバブエ

### 過去の運用国
ソビエト連邦
ソビエト連邦軍
航空隊、ソ連空軍 - ソビエト崩壊後ロシア軍が引き続き運用。
 チェコスロバキア
空軍 - 現在はチェコ軍とスロバキア軍が引継ぎ。
 チェコ
陸軍が運用。アメリカ製のAH-1Zに更新され、2023年10月15日に最後の11機が退役した。
 スロバキア
スロバキア空軍
 東ドイツ
空軍が運用。1984年より陸軍航空隊に移管。ドイツ再統一に伴い、連邦陸軍航空隊が引き継ぐ。
 クロアチア
ユーゴスラビア人民軍より独立したクロアチア空軍が9機（Mi-24D/V）保有していたが2002年に退役した。その内6機が売却。
 パプアニューギニア
空軍 - 法的な問題から空軍に在籍していたものの、実際には同国の政治的混乱に介入した民間軍事会社が運用していた。
 ドイツ
東ドイツ空軍に51機投入したが後にハンガリー・ポーランド、アメリカ軍（2機）に渡った
 ブラジル
Mi-35M、12機を注文（2008年11月と12月）
 ベトナム
 カンボジア

### 不明
レバノン
2010年2月に、MiG-29の受領辞退と引き換えに10機を発注したといわれるがその後の経緯は不明。機体は2017年現在も引き渡されていないとみられる。
 ニカラグア
内戦中に旧ソビエト連邦から供与されたといわれるが、実態は不明である。なお、ニカラグア空軍は、武装ヘリコプターとしてガンシップ型のMi-17を運用している。

### 過去の民間運用者
旧エグゼクティブ・アウトカムズ（民間軍事会社）
関連会社の「アイビス・エア」（航空会社。エグゼクティブ社の「空軍」部門）が運用していた。
旧サンドライン・インターナショナル（民間軍事会社）
同社が関与したブーゲンビル紛争で使用。

## 展示飛行チーム
ロシアでは、Mi-24を装備する展示飛行チームとして「ベールクトィ」（Беркутыビェールクトィ）が編成された。チーム名はロシア語で「イヌワシ」を意味する「беркут」の複数形である。この部隊ではMi-24P、Mi-24VP、Mi-24VMなどが運用され、展示飛行のほか機体の評価も行った。現在は解散されている。
- 「ベールクトィ」のMi-24VPとMi-24Pの画像

## 性能・主要諸元

### Mi-24A
- 初飛行：1969年
- 主回転翼直径：17.30m
- テールローター直径：3.91m
- 全長：21.50m
- 全高：3.97m
- 翼長：6.66m
- 円板面積：235.00m2
- 空虚重量：7,675kg
- 通常離陸重量：10,500kg
- 最大離陸重量：11,000kg
- 発動機：クリーモフ製 イソトフTV3-117 ターボシャフトエンジン（出力：2,200馬力）2基
- 超過禁止速度：320km/h
- 巡航速度：270km/h
- 限界航続距離：1,000km
- 実用航続距離：450km
- 実用上昇限度：4,950m
- ホバリング上昇限度：1,400m
- 乗員：3名
- 積載量：兵員8名、または担架4台、または1,500-2,400kgの積載物、または外部に2,000kgの積載物
- 武装：武器搭載量1,275kgまで（6箇所に対戦車ミサイル、ロケットランチャー、爆弾など）
  - 固定武装：12.7mm機銃A-12.7×1（NUB-1可動式銃塔に装備、弾数900発）
  - 対戦車ミサイル（誘導ロケット）：9M17P ファラーンガ-M×4
  - ロケット弾：57mmS-5ロケット弾用 UB-32A-24 32連装ポッド×4基
  - 爆弾その他：OFAB-100×8、OFAB-250×4、RBK-250×4、RBK-500×2、KMGU-2×2、ODAB-500×2、3B-500×2

### Mi-24D
- 初飛行：1972年
- 主回転翼直径：17.30m
- テールローター直径：3.91m
- 全長：21.50m
- 全高：3.97m
- 翼長：6.66m
- 空虚重量：8,340kg
- 通常離陸重量：11,100kg
- 最大離陸重量：11,500kg

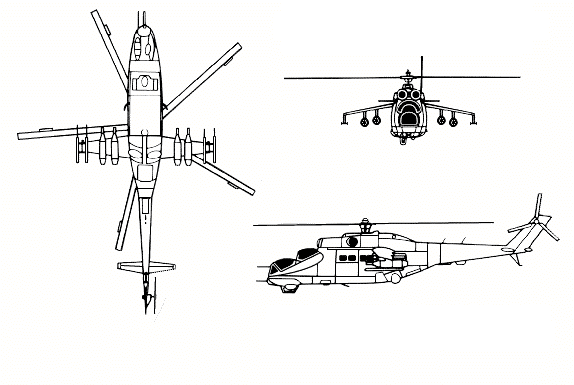
Mi-24D 三面図

- 発動機：クリーモフ製 イソトフTV3-117 ターボシャフトエンジン（出力：2,200馬力）2基
- 超過禁止速度：320km/h
- 巡航速度：270km/h
- 限界航続距離：1,125km
- 戦闘航続距離：595km
- 実用上昇限度：4,500m
- ホバリング上昇限度：1,300m
- 乗員：2名
- 積載量：兵員8名、または担架4台、または1,500-2,400kgの積載物、または外部に2,000kgの積載物
- 武装：武器搭載量2,400kgまで（6箇所に対戦車ミサイル、ロケットランチャー、爆弾など）
  - 固定武装：12.7mm 4銃身機銃YakB-12.7×1（USPU-24可動式銃塔に装備、弾数1,470発）
  - 対戦車ミサイル（誘導ロケット）：9M17P ファラーンガ-PV×4
  - ロケット弾：57mmS-5ロケット弾用 UB-32A-24 32連装ポッド×4基
  - 爆弾その他：OFAB-100×8、OFAB-250×4、RBK-250×4、RBK-500×2、KMGU-2×2、ODAB-500×2、3B-500×2

### Mi-24V
- 初飛行：1972年
- 主回転翼直径：17.30m
- テールローター直径：3.91m
- 全長：21.50m
- 全高：3.97m
- 翼長：6.66m
- 空虚重量：8,500kg
- 通常離陸重量：11,200kg
- 最大離陸重量：11,500kg
- 内部燃料積載量：1,500kg+オプション1,000kg
- 発動機：クリーモフ製 イソトフTV3-117 ターボシャフトエンジン（出力：2,225 馬力）2基
- 超過禁止速度：320km/h
- 巡航速度：264km/h
- 限界航続距離：1,000km
- 戦闘航続距離：595km
- 実用上昇限度：4,500m
- ホバリング上昇限度：2,000m
- 乗員：2名
- 積載量：兵員8名、または担架4台、または1,500-2,400kgの積載物、または外部に2,000kgの積載物
- 武装：武器搭載量2,400kgまで（6箇所に対戦車ミサイル、空対空ミサイル、ロケットランチャー、無誘導ロケット弾、機銃コンテナ、爆弾など）
  - 固定武装：12.7mm 4銃身機銃YakB-12.7×1（USPU-24可動式銃塔に装備、弾数1,470発）
  - 対戦車ミサイル（誘導ロケット）：9M114 シュトゥールム-V×4
  - 空対空ミサイル（誘導ロケット）：R-60×2
  - ロケット弾・無誘導ロケット：57mmS-5ロケット弾用 UB-32A-24 32連装ポッド×4基、87mmS-8ロケット弾用 B-8V20A 20連装ポッド×4基、137mmS-13ロケット弾用 B-13L1 5連装ポッド×4基、GUB-1×2、GUB-8700×4、247mmS-24ロケット弾×4
  - 機関砲ポッド：UPK-23-250（GSh-23Lを搭載）
  - 爆弾その他：OFAB-100×8、OFAB-250×4、RBK-250×4、RBK-500×2、KMGU-2×2、ODAB-500×2、3B-500×2

### Mi-24P
- 初飛行：1974年
- 主回転翼直径：17.30m
- テールローター直径：1.50m
- 全長：17.51m
- 全高：3.97m
- 翼長：6.66m
- 空虚重量：8,570kg
- 通常離陸重量：11,300kg
- 最大離陸重量：11,500kg
- 発動機：クリーモフ製 イソトフTV3-117 ターボシャフトエンジン（出力：2,225馬力）2基
- 超過禁止速度：320km/h
- 巡航速度：270km/h
- 限界航続距離：1,000km
- 戦闘航続距離：450km
- 実用上昇限度：4,500m
- ホバリング上昇限度：2,000m
- 乗員：2名
- 積載量：兵員8名、または担架4台
- 武装：武器搭載量2,400kgまで（6箇所に対戦車ミサイル、ロケットランチャー、無誘導ロケット弾、機銃コンテナ、爆弾など）
  - 固定武装：30mm連装機関砲GSh-30K×1（弾数250発）
  - 対戦車ミサイル（誘導ロケット）：9M114 シュトゥールム-V×4
  - ロケット弾・無誘導ロケット：57mmS-5ロケット弾用 UB-32A-24 32連装ポッド×4基、87mmS-8ロケット弾用 B-8V20A 20連装ポッド×4基、137mmS-13ロケット弾用 B-13L1 5連装ポッド×4基、247mmS-24ロケット弾×4、GUB-1×2、GUB-8700×4
  - 機関砲ポッド：UPK-23-250（GSh-23Lを搭載）
  - 爆弾その他：OFAB-100×8、OFAB-250×4、RBK-250×4、RBK-500×2、KMGU-2×2、ODAB-500×2、3B-500×2、PFM-1対人地雷投下器